# سد ال چوکون
سد ال چوکون (به اسپانیایی: Represa El Chocón) یک سد و نیروگاه برقابی در آرژانتین است که در Villa El Chocon, Argentina واقع شده‌است.